# 圣日耳曼昂科格勒
圣日耳曼昂科格勒（法語：Saint-Germain-en-Coglès，法語發音：[sɛ̃ ʒɛʁmɛ̃ ɑ̃ kɔɡl]，发音同“Saint-Germain-en-Cogles”）是法国伊勒-维莱讷省的一个市镇，位于该省东北部，属于富热尔-维特雷区。

## 地理
圣日耳曼昂科格勒（48°24'21"N, 1°15'48"W）面积32.09 平方千米，位于法国布列塔尼大區伊勒-维莱讷省，该省份为法国西北部沿海省份，位于布列塔尼半岛东部，北濒大西洋，西接阿摩尔滨海省和莫尔比昂省，南至大西洋卢瓦尔省，西南端接曼恩-卢瓦尔省，东临马耶讷省，东北与芒什省接壤。
与圣日耳曼昂科格勒接壤的市镇（或旧市镇、城区）包括：勒沙特利耶、莱库斯、帕里涅、罗马涅、圣索沃尔德朗德、莱波特迪科格莱、梅恩罗克。
圣日耳曼昂科格勒的时区为UTC+01:00、UTC+02:00（夏令时）。

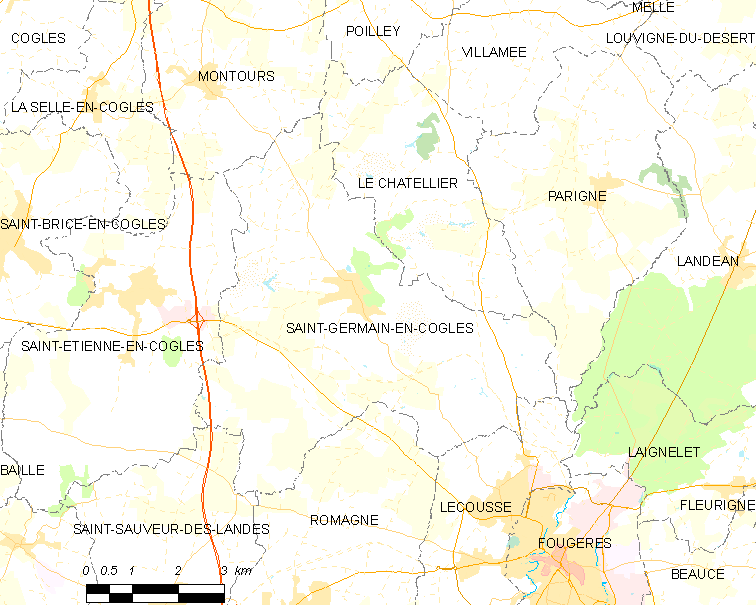
圣日耳曼昂科格勒的OSM定位图

## 行政
圣日耳曼昂科格勒的邮政编码为35133，INSEE市镇编码为35273。

## 政治
圣日耳曼昂科格勒所属的省级选区为瓦勒库埃农县。

## 人口

1962-2008年间圣日耳曼昂科格勒人口变化图示

圣日耳曼昂科格勒于2022年1月1日时的人口数量为2091人。